# Zwierzyniec
Zwierzyniec là một thị trấn thuộc huyện Zamojski, tỉnh Lubelskie ở đông-nam Ba Lan. Thị trấn có diện tích 6 km². Đến ngày 1 tháng 1 năm 2011, dân số của thị trấn là 3353 người và mật độ 542 người/km².